# Онілова Ніна Андріївна
Ніна Андріївна Онілова (10 квітня 1921, Новомиколаївка — 8 березня 1942) — Герой Радянського Союзу, під час німецько-радянської війни командир кулеметного розрахунку 54-го стрілецького полку 25-ї Чапаєвської стрілецької дивізії Приморської армії Кримського фронту, старший сержант. Герой Радянського Союзу

## Біографія
Народилася 10 квітня 1921 року в селі Новомиколаївці (нині Захарівського району Одеської області) в селянській родині. Українка. Рано втративши батьків, виховувалася в одеському дитячому будинку. Закінчила середню школу. Працювала швачкою на Одеській трикотажній фабриці. Одночасно навчалася в аероклубі.
У Червоній Армії з серпня 1941 року. З цього ж часу на фронті. В оборонних боях на підступах до Одеси Ніна Онілова зі своїм розрахунком відбивала численні атаки, завдаючи великих втрат ворогові. В одному з боїв була важко поранена, але після лікування знову повернулася у свою дивізію. За бої під Одесою була нагороджена орденом Червоного Прапора.
У середині жовтня 1941 року у складі 25-ї Чапаєвської дивізії захищала Севастополь. 27 лютого 1942 року з розрахунком при обороні Севастополя в районі хутора Мекензі знищила дві кулеметні точки ворога. 1 березня 1942 року залишившися з розрахунку одна в живих, продовжувала відбивати атаки противника. У бою була важко поранена. Померла в ніч на 8 березня 1942 року.

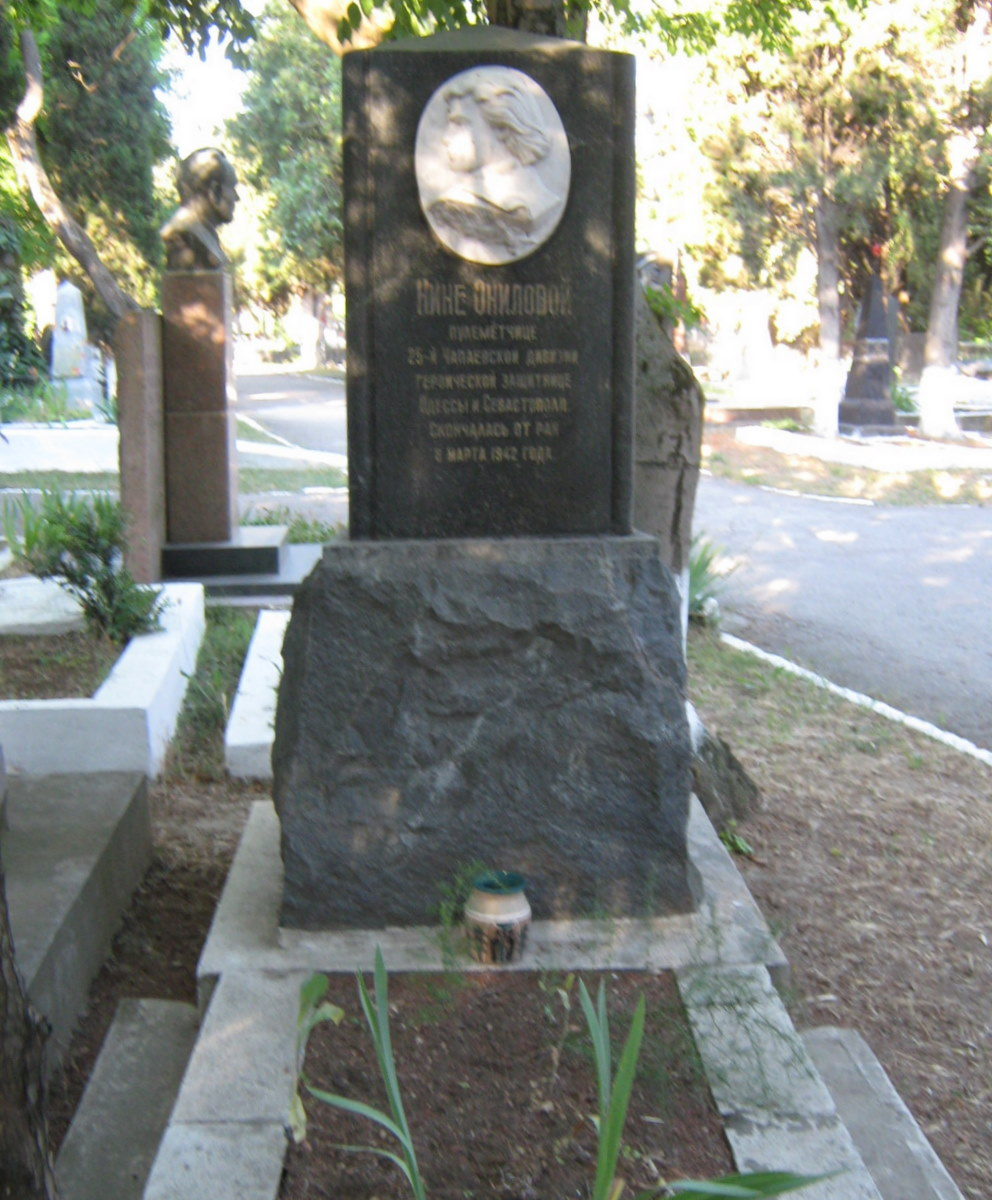
Могила Ніни Онілової

Похована на цвинтарі Комунарів у Севастополі.

## Відзнаки, нагороди
Нагороджена:
- Орден Червоного Прапора (1941) — за виведення з ладу двох німецьких танків за допомогою коктейлів Молотова; також підвищена до сержанта.
- Медаль «Золота Зірка» (14 травня 1965) — нагороджена посмертно.
- Орден Леніна (14 травня 1965) — нагороджена посмертно.

## Пам'ять
Ім'я Героїні було присвоєно Севастопольської швейній фабриці, піонерським дружинам ряду шкіл Одеси, вулицям в Одесі та Севастополі.